# كبل الجهد العالي

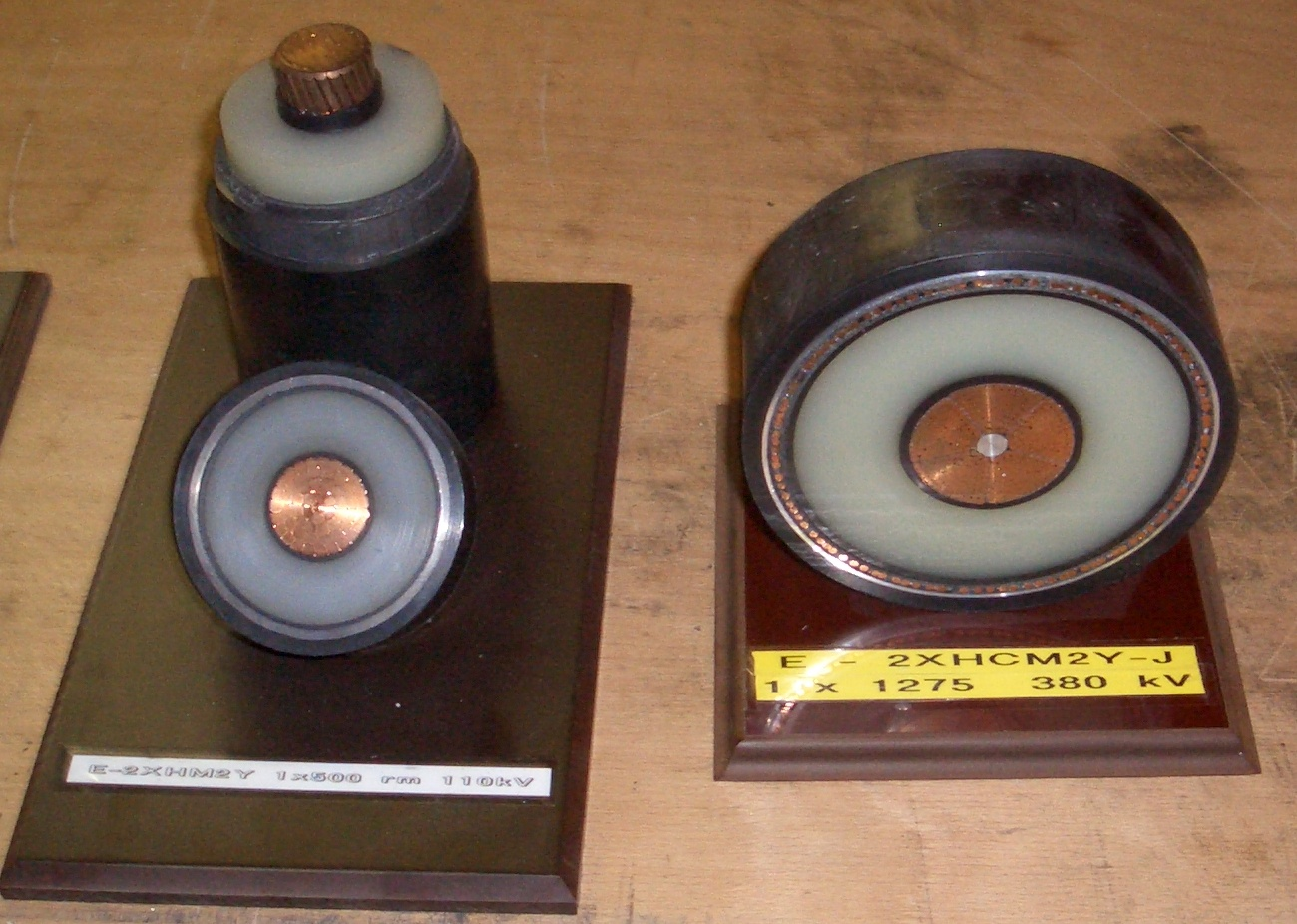
شرائح كبلات الجهد العالي

كبل الجهد العالي - يُسمى بالإنجليزية اختصارًا HV cable - يُستخدم لـنقل الطاقة الكهربائية عند الجهد العالي. يتولد الجهد العالي في محطات القوى الكهربائية ويخرج منها بجهد 220.000 فولت . وينتقل في خطوط لمسافات بعيدة ، وفي الطريق يمر بوحدات محولات كهربائية تخفض الجهد العالي إلى جهد متوسط (نحو 22000 فولت) ثم محولات أخرى تخفض الجهد إلى نحو 220 فولط ، وهذا ما نستخدمه في البيوت . بعض المصانع تعمل بحهد 380 فولت.
يتم استخدام كابلات الجهد العالي بمختلف أنواعها في مجموعة متنوعة من الاستعمالات في الأجهزة وأنظمة الإشعال ونقل الطاقة ذات التيار المتردد والتيار المباشر. وفي جميع الاستعمالات، يجب ألا يتعرض عازل الكبل للتلف بسبب ضغط الجهد العالي والأوزون الناتج عن التفريغات الكهربائية في الهواء . ويجب أن يحول نظام الكبلات دون تلامس موصل الجهد العالي بأشياء أخرى أو أشخاص لخطورته ولهذا يكون كبل الجهد العاليا معزولا. ويجب أن تكون وصلات الكبلات وأطرافها النهائية مصممة للتحكم في ضغط الجهد العالي لمنع انهيار العزل. وعادة ما يحتوي كبل الجهد العالي على طبقة حماية معدنية فوق العازل متصلة بالأرض.
تكون كبلات الجهد العالي عادة طويلة حيث تنقل القوة الكهربائية وتقوم بتوزيعها . مع استخدام الكبلات القصيرة نسبيًا لنقل الجهد المتوسط واستخدام الكبلات الأطول داخل المباني أو كبلات مدفونة تحت الأرض في منشأة صناعية لتوزيع الكهرباء. كما يتم استخدام الكبلات الطويلة كـكبلات بحرية تحت البحر لنقل الطاقة.

## البنية

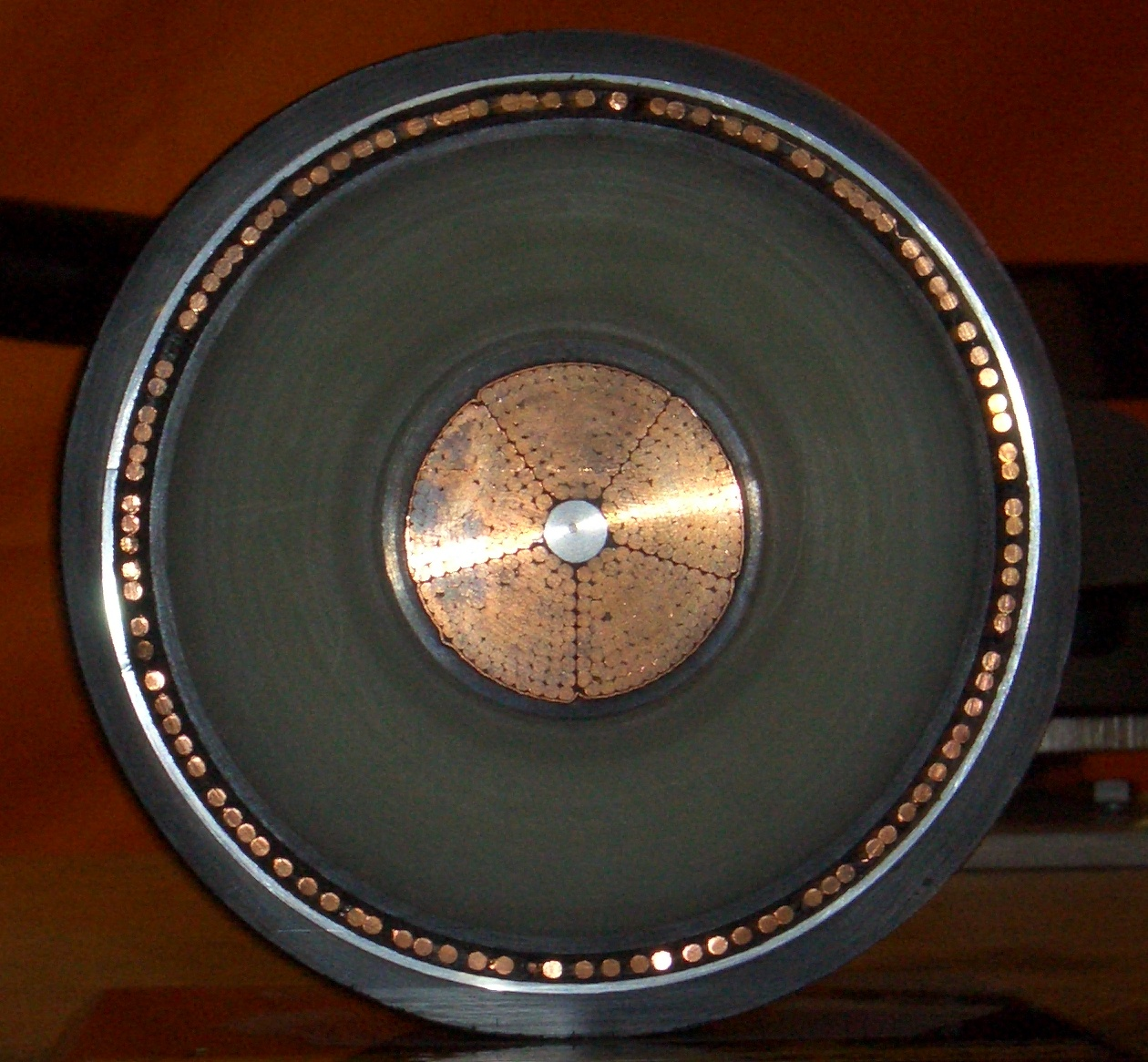
مقطع عرضي في كبل 400 كيلو فولت، يبين موصلاً من النحاس المجزأ في الوسط وطبقات شبه موصلة وعازلة وموصلات ذات درع نحاسي وغلافًا من الألمونيوم وسترة خارجية من البلاستيك.

ومثل كابلات نقل الطاقة ، تحتوي كبلات الجهد العالي على موصل واحد غليظ أو أكثر مركزي لنقل الطاقة ، ويكمله عازل وسترة واقية وبهذا يتكون الكبل . وتختلف كبلات الجهد العالي عن كبلات الجهد المنخفض من حيث مساحة مقطع الموصل كما نها تحتوي على طبقات داخلية إضافية في سترة العازل للتحكم في المجال الكهربائي حول الموصل. يكون كبل الجهد المنخفض مرنا لسهولة الاستعمال مع أجهزة كثيرة مثل الثاقب الكهربائي وماكينة الحلاقة.
وبالنسبة للدوائر التي تعمل بجهد 2000 فولت أو أكثر ، يمكن أن يحيط درع موصل بكل موصل معزول. وهذا من شأنه أن يعادل الضغط الكهربائي على عزل الكبل. وسُجلت هذه التقنية كبراءة اختراع لصاحبها مارتن هوشستادير (Martin Hochstadter) في عام 1916م؛ وفي بعض الأحيان يسمى الدرع باسم درع هوشستادير. ويتم توصيل دروع الموصل الفردية للكبل بالأرض عند أطراف الدرع وعند التوصيلات.
ويمكن عزل الكبلات الخاصة بعزل الطاقة لجهد 10 كيلو فولت أو أكثر باستخدام الزيت والورق وتغطيتها بأنبوب من الصلب أو غلاف من الألمونيوم شبه صلب أو رصاص. بالنسبة لقيم جهد أعلى يمكن الاحتفاظ بالزيت تحت ضغط لمنع تشكل الفراغات التي تتيح التفريغات الجزئية في عازل الكبل.
سيباستيان زياني دي فيرانتي(Sebastian Ziani de Ferranti) كان أول من أوضح في عام 1887م أن الورق المجفف والمعد بعناية يمكن أن يشكل عازلاً مقبولاً للكبلات عند 11000 فولت. وتم تطبيق الكبلات المعزولة بالورق في السابق فقط بالنسبة لدوائر البرق والهاتف منخفضة الجهد. وكانت هناك حاجة إلى غلاف من الرصاص المعزول لضمان الحفاظ على جفاف الورق كليًا.
وتم تقديم المطاط المفلكن من قِبل تشارلز جوديير (Charles Goodyear) في عام 1844م، ولكن لم يتم تطبيقه على عطل الكبلات إلا في ثمانينيات القرن التاسع عشر الميلادي، عندما تم استخدامه لدوائر الإضاءة (ذات جهد منخفض ، 110 أو 220 فولط). وتم استخدام الكبلات المعزولة بالمطاط بالنسبة للدوائر 11000 فولت في عام 1897م التي تم تركيبها لاستخدامها في مشروع توليد الطاقة من شلالات نياجرا.
وكانت الكبلات متوسطة الجهد المعزولة بالورق المشبع فعالة تجاريًا بحلول 1895م. وأثناء الحرب العالمية الثانية تم تطبيق العديد من أساليب العزل باستخدام المطاط الاصطناعي و البولي إثيلين على الكبلات. وتستخدم كبلات الجهد العالي الحديثة البوليمرات أو البولي إثيلين، بما في ذلك (XLPE) للعزل.

## اقرأ أيضا
- خط جهد عالي
- كبل اتصالات بحري
- كابل قوى
- طاقة كهربائية
- توليد الكهرباء
- الاستهلاك المنزلي للطاقة
- شبكة حرارية
- شبكة ذكية
- خط نقل
- غرفة الكهرباء
- نقل الكهرباء
- جهد بين الرجلين